# Собор Святых Константина и Елены (Бельцы)
Собор Святых Константина и Елены (рум. Catedrala Sfinții Împărați Constantin și Elena) — кафедральный собор Бельцкой и Фэлештской епархии Молдавской православной церкви, расположенный в городе Бельцы.

## История
В 1923 году северная часть Бессарабии была включена в состав Хотинской епархии Румынской православной церкви с резиденцией в Бельцах, а её главой был назначен епископ Виссарион (Пую). Осенью того же года ему удалось достичь выделения в городской черте участка земли площадью почти 7595 м² для строительства кафедрального собора.
Первоначально планировалось возведение храма в соответствии с проектом астраханского Успенского кафедрального собора, однако бухарестский зодчий Адриан Габрилеску несколько видоизменил его. На торжественную церемонию заложения фундамента были приглашены сын румынского короля Фердинанда наследный принц Кароль, Патриарх Иерусалимский Дамиан, члены Священного Синода и прочие должностные лица. 28 октября 1924 года на месте будущего алтаря священнослужителями был установлен крест, а в фундамент была помещена капсула со свитком — актом основания церкви.
Возведение храма началось в 1925 году и в связи с нехваткой денежных средств продолжалось 9 лет. Кроме того, владыка Виссарион обвинял Габрилеску в том, что тот практически не появляется на стройплощадке и составляет неверные сметы. Как итог — Гарилеску был отстранён от работы, а на его место назначен Андрей Иванов. В июне 1932 года был созван съезд епархиальных священников, на котором было принято решение о том, что все церкви Хотинской епархии пожертвуют на строительство храма в Бельцах 10 % своих доходов. Строительство собора окончилось осенью 1933 года.
Влыдка Виссарион желал освятить собор непосредственно после окончания его строительства в присутствии короля Кароля II. Однако осень 1933 года выдалась дождливой, и монарх предпочёл перенести церемонию на 14 октября 1934 года. Но за неделю до назначенного срока в Марселе был убит Король Югославии Александр I